# Glory (песня)
«Glory» — песня американского исполнителя Джона Ледженда и рэпера Common, ставшая заглавной музыкальной темой фильма 2014 года «Сельма». Авторами песни стали сами Джон Ледженд и Common, а также Че Смит. Сингл был издан 11 декабря 2014 года лейблом Columbia Records.
Песня завоевала несколько наград, в том числе премии Оскар и Золотой глобус в категории «Лучшая песня к фильму».

## Информация о песне
Видеоклип «Glory» был снят студией Paramount Pictures и вышел в свет 12 января 2015 года. В клип вошли кадры из фильма «Сельма».
5 января 2015 года Джон Ледженд и Common выступили с «Glory» в эфире телешоу Good Morning America. В феврале живые выступления с песней прошли во время церемоний вручения премий «Грэмми» и Оскар.
Песня была положительно встречена различными ассоциациями кинокритиков и получила несколько наград в категории «Лучшая песня к фильму», в том числе Оскар и Золотой глобус.

## Список композиций
Digital download
1. «Glory» — 4:32

## Награды
| Год  | Премия                                    | Категория             | Результат |
| ---- | ----------------------------------------- | --------------------- | --------- |
| 2014 | African-American Film Critics Association | Лучшая музыка         | Победа    |
| 2015 | Оскар                                     | Лучшая песня к фильму | Победа    |
| 2015 | Золотой глобус                            | Лучшая песня          | Победа    |
| 2015 | Critics’ Choice Movie Awards              | Лучшая песня          | Победа    |
| 2015 | Georgia Film Critics Association          | Лучшая песня          | Победа    |
| 2015 | Houston Film Critics Society Awards       | Лучшая песня          | Номинация |
| 2015 | Iowa Film Critics                         | Лучшая песня          | Runner-up |

## Позиции в чартах
| Чарт (2015)                           | Наивысшая позиция |
| ------------------------------------- | ----------------- |
| США (Billboard Hot 100)               | 92                |
| США (Billboard Hot R&B/Hip-Hop Songs) | 25                |
| США (Billboard Hot Rap Songs)         | 18                |

## Хронология изданий
| Страна | Дата             | Формат               | Лейбл            | Ссылка |
| ------ | ---------------- | -------------------- | ---------------- | ------ |
| США    | декабрь 11, 2014 | цифровая дистрибуция | Columbia Records | [ 8 ]  |